# اسن سیتی هال
اسن سیتی هال (انگلیسی: Essen City Hall) ساختمان اداری ۲۲ طبقه مستقر در شهر اسن، آلمان است، که در سال ۱۹۷۹ احداث گردید.